# Жабиньский, Анджей
Анджей Жабиньский (пол. Andrzej Żabiński; 28 мая 1938, Катовице — 17 марта 1988, Катовице) — польский политический деятель, в 1980–1981 – секретарь и член Политбюро ЦК ПОРП. Весной-летом 1981 претендовал на высшее руководство в ПОРП и ПНР.

## Начальная биография
Родился в семье активиста ППР Эдварда Жабиньского, казнённого нацистами во время оккупации. Как утверждал впоследствии хорошо информированный его соратник Казимеж Барциковский, с детства А. Жабиньский находился под опекой Эдварда Герека. В ранней молодости работал в Катовице техником деревообработки. С 18 лет, с июня 1956, состоял в ПОРП. Окончил социологический факультет Варшавского университета и Высшую школу общественных наук при ЦК ПОРП.
С 1960 года работал в партийном аппарате. До 1963 – инструктор организационного отдела Катовицкого воеводского комитета ПОРП. Возглавлял воеводские организации Союза сельской молодёжи и Союза социалистической молодёжи (ZMS – польский комсомол). В 1967–1972 был председателем ZMS (секретарём правления являлся будущий первый секретарь Варшавского комитета ПОРП Януш Кубасевич).
Под его руководством значительно возросла численность организации, велись интенсивные идеологические и организационные кампании. Активисты ZMS входили в профсоюзные комитеты, судейские коллегии, жилищные собрания, школьные педсоветы, спортивные секции, культурные семинары. Некоторые из них становились членами ОРМО, организовывали группы поддержки милиции. Жабиньский участвовал в деятельности ВФДМ.
В 1965–1985 был депутатом сейма ПНР.

### Партийная карьера
В 1971 был кооптирован в состав ЦК ПОРП. В 1972–1973 работал заведующим организационным отделом ЦК. С апреля 1973 по февраль 1980 первый секретарь Опольского воеводского комитета ПОРП и председатель воеводского совета. С февраля по октябрь 1980 секретарь ЦК.
Его мировоззрение включало ортодоксальные коммунистические идеи, он держался подчёркнуто близко к Гереку и его семье, выполнял его конфиденциальные поручения, считался типичным «герековским кадром». Поддерживал новации в социально-экономической политике, активно развивал в Опольском воеводстве новые формы кооперативного хозяйствования и социально-бытовую инфраструктуру. Поэтому, несмотря на ортодоксальные лозунги, за ним предполагалась склонность к социальному реформированию, определённая широта взглядов, готовность к диалогу и компромиссу. Будучи одним из самых молодых членов высшего руководства, он воспринимался как энергичный и креативный деятель, вполне сообразный моменту.
В то же время на посту в Ополе за ним замечалась определённая склонность к нарушениям финансовой дисциплины. Он негласно считался «самым богатым человеком воеводства».

Мы строим этот социализм больше тридцати лет, должны же с этого строительства что-то лично для себя взять.

Анджей Жабиньский
.

### В начале 1980-х
В августе 1980 в Польше началось массовое забастовочное движение. На этом фоне 24 августа А. Жабиньский был избран кандидатом в члены Политбюро ЦК ПОРП и включён в правительственные делегации на переговорах с забастовщиками Щецина и Верхней Силезии. В составе этих делегаций, возглавляемых Казимежем Барциковским и Александром Копецем, подписал “Августовские соглашения” с Межзаводским забастовочным комитетом Щецина и забастовочным комитетом в Ястшембе-Здруе. При этом Барциковский считал, что Герек специально направил своего доверенного, Жабиньского, для дополнительного личного контроля.
6 сентября 1980 первым секретарём ЦК был избран Станислав Каня. На том же пленуме ЦК Жабиньский был избран в состав политбюро ЦК ПОРП. Через две недели, 19 сентября 1980, занял пост первого секретаря Катовицкого воеводского комитета ПОРП.

### Покровитель партийного форума
В новой должности сменил многолетнего первого секретаря Здзислава Грудзеня, одного из ближайших сподвижников отстранённого Эдварда Герека, обладавшего в Силезии одиозной репутацией. Первоначально Жабиньский на его фоне воспринимался как решительный реформатор.
В Катовицком воеводстве образовались сильные организации профсоюза «Солидарность», председатель Катовицкого профцентра Анджей Розплоховский стоял на радикально антикоммунистических позициях. С другой стороны, в Катовице сформировался центр «партийного бетона» – догматически и просоветски настроенных ортодоксальных функционеров ПОРП. Неформальным лидером этой группировки стал А. Жабиньский.
На первой встрече с партактивом воеводской милиции и службы безопасности (СБ) он прямо поставил задачу: постараться ликвидировать «Солидарность» и прежде всего КОС-КОР. Прочный политический альянс сложился у него с воеводским комендантом милиции полковником Ежи Грубой, начальником региональной СБ полковником Зыгмунтом Барановским и катовицким воеводой Генриком Лихосем.
Политические амбиции А. Жабиньского были велики. При его активном участии был организован Катовицкий партийный форум (KFP) — ориентированный на таких «бетонно-ортодоксальных» руководителей, как Мирослав Милевский, Стефан Ольшовский, Тадеуш Грабский, Станислав Кочёлек, Здзислав Куровский. Особое место занимал Мечислав Мочар, официально возглавлявший Верховную контрольную палату и реально обладавший рычагами решающего влияния на ситуацию в Силезии. Формально А. Жабиньский не состоял в KFP и даже изредка критиковал его «фракционность». Реально же он являлся теневым политическим и организационным лидером этой группы.
KFP выступал за последовательные марксистско-ленинские установки, восстановление всевластия ПОРП, силовое подавление «Солидарности» либо включение его в официозные профсоюзы и возможность прямого военного вмешательства СССР по типу чехословацких событий 1968 года. Имела место критика «нерешительности» высших руководителей партии и правительства – Станислава Кани, Войцеха Ярузельского и, в особенности, Мечислава Раковского. Со своей стороны, Раковский и его сторонники причисляли Жабиньского к «банде четырёх» (с известной китайской аллюзией) – вместе со С. Ольшовским, Т. Грабским и З. Куровским. Говорилось даже о «терроризировании ЦК» этой группой.

### Борьба с «Солидарностью»
В аппарате ПОРП А. Жабиньский выдвинулся как один из главных стратегов борьбы с «Солидарностью». Ещё в сентябре 1980 он активно участвовал в подготовке нового законодательства, максимально ограничивающего возможности профсоюзов. Управление СБ, с согласия воеводского комитета ПОРП, проводило спецоперации против «Солидарности», в том числе жёсткие акции опергруппы майора Э. Перека. Используя прежний опыт работы с молодёжью, Жабиньский формировал для борьбы с «Солидарностью» группы партийного актива. Одни из них имели задачу проникновения в профсоюз и его разложения изнутри, другие – прямое противостояние, вплоть до силового противостояния.
Со своей стороны А. Розплоховский публично называл Жабиньского «опольским мафиози». Его позиция встречала противодействия даже в ряде катовицких парторганизаций, активнее настроенных на реформы и готовых сотрудничать с независимым профсоюзом. В этой связи он заявлял, что «значение демократии не следует преувеличивать», проводил жёсткие кадровые чистки, распускал целые партийные комитеты и мог опираться на ортодоксов, ориентированных на идеологию и практику времён Б. Берута. Создание в ПОРП реформистских клубов и других горизонтальных структур он называл «антипартийной деятельностью», «попытками превратить коммунистическую партию в социал-демократию» и всячески блокировал такие действия.
Жабиньский допускал не только силовые методы, но и коррумпированное «приручение» активистов «Солидарности». С предельной откровенностью он заявил ещё в сентябре 1980: «Там много славных молодых ребят. Пусть они узнают вкус власти. Предоставить им помещения, устроить с максимальной роскошью. Я не знаю человека, которого не деморализовала бы власть. Вопрос лишь, как быстро и в какой степени».
Жабиньский установил тесный контакт с лидером региональной шахтёрской «Солидарности» Ярославом Сенкевичем (Жабиньский и Сенкевич подписывали Ястшембское соглашение). Создавая для Сенкевича всевозможные материально-бытовые преференции (свободное времяпрепровождение, совместные праздненства, охота и т. д.), Жабиньский добивался заметных уступок от «Солидарности». Таким путём силезский партаппарат сумел предотвратить крупную забастовку в ноябре 1980, в значительной степени нейтрализовав профцентр. Жабиньский познакомил Сенкевича с Мочаром – «палач Армии Крайовой» был очень впечатлён силой многомиллионной «Солидарности» и искал связей в этой среде для совместных политических проектов. Фактически Жабиньскому удалось с Сенкевичем то, в чём идеологически твёрдый Мариан Юрчик в Щецине отказал Барциковскому.
На заседаниях политбюро ЦК ПОРП Жабиньский говорил, что имеет «свою карманную „Солидарность“». Он прямо ставил свои действия в пример партийному руководству, предрекал «полную стабилизацию положения» и упрекал правительство за такие «ненужные уступки», как резкое повышение выплат шахтёрам или согласие на дополнительные выходные.
Однако сближение Сенкевича с партийной номенклатурой вызвало неудовольствие в профсоюзе, и уже в январе 1981 он был смещён с председательства. В катовицком и силезско-домбровском профцентрах «Солидарности», крупнейших организациях профсоюза, утвердилась радикально-антикоммунистическая линия Розплоховского. План Жабиньского по выстраиванию отношений с профсоюзом оказался сорван. После этого он резко сменил риторику. По мнению некоторых биографов, весна 1981 обозначила в деятельности Жабиньского негативный перелом: энергичный динамизм, которым он прежде выгодно выделялся на фоне общепартийной застойной рутины, сменился отчаянием политически обречённого.
С февраля 1981 Жабиньский стал открыто призывать к силовому подавлению «Солидарности» всей мощью государства. Он занял жёсткую позицию во время Быдгощского кризиса в марте 1981. Он настаивал на упреждающих действиях против «Солидарности» с помощью сил организации Варшавского договора (в это время на территории Польши проходили военные учения «Союз-81»).

### Иностранные связи
В составе делегации ПОРП А. Жабиньский побывал на XXVI съезде КПСС. Его включение в польскую делегацию пролоббировал лично посол СССР в ПНР Б. И. Аристов. Считается, что в Москве Жабиньский установил контакты с окружением Ю. В. Андропова и Д. Ф. Устинова. Он признавал неизбежность кровопролития при сценарии ввода советских войск, но считал необходимой политическую чистку в стране. Советское руководство, как и власти соседних ГДР и ЧССР, стало относить Жабиньского к так называемым «здоровым силам в партии» и рассматривать как приемлемого кандидата на руководство ПОРП.
Жабиньский установил постоянный контакт с Мирославом Мамулой – первым секретарём комитета Коммунистической партии Чехословакии (КПЧ) соседней (через границу) Остравы. Они конкретно планировали «ответную братскую помощь» – из ЧССР в ПНР. В окружении Жабиньского постоянно присутствовали офицеры КГБ, Штази, StB.
На специальном совещании в мае 1981 Леонид Брежнев, Эрих Хонеккер и Густав Гусак уже конкретно обсуждали варианты замены Кани и Ярузельского на Ольшовского, Грабского, Кочёлека либо Жабиньского. Материалы KFP,  немногочисленной и не самой влиятельной группы в ПОРП, распространялись партийной печатью КПСС, СЕПГ, КПЧ.

### Конец карьеры
Генерал Ярузельский удивлялся, с какой стати «герековский кадр» Жабиньский оказался представителем «партийного бетона». Ортодоксальные выступления KFP и очевидные властные амбиции Жабиньского категорически не устраивали и нервировали партийное руководство. Кроме того, стиль выступлений Жабиньского отличался казённой неискренностью. Военная спецслужба представила Ярузельскому коррупционный компромат на Жабиньского.
Летом 1981 KFP предпринял попытку навязать свою программу IX чрезвычайному съезду ПОРП. На июньском пленуме ЦК ПОРП Жабиньский публично говорил о «крайне опасном положении ПОРП», о «безразличии руководства к происходящему», призывал к максимально жёстким действиям против оппозиции. Это выступление явилось уже откровенной атакой на Каню и Ярузельского и вызвало с их стороны резкий отпор. Жабиньский был дистанцирован от принятия решений. Даже проекты, непосредственно касавшиеся Катовице (например, о шахтёрских зарплатах), стали рассматриваться без участия воеводского первого секретаря.
Аппаратные позиции Кани и Ярузельского, а также Раковского и Барциковского оказались сильнее «бетона». С этим считались и в Москве. Видную роль в отражении активности Жабиньского и KFP сыграл Ежи Урбан, развернувший массированную кампанию разоблачения «попыток использовать некий „чистый марксизм-ленинизм“ против партии и ЦК». Именно выступление на июньском пленуме с резкой критикой первого секретаря ЦК С. Кани рассматривается как начало политического конца карьеры А. Жабиньского.
На IX съезде ПОРП Жабиньский потерпел поражение при альтернативном голосовании и не был избран в ЦК. Он сохранил пост в Катовицком воеводском комитете, но его карьера остановилась. Ощутимо подорвались и его позиции в Катовице: многие низовые парторганизации демонстрировали негативный настрой к первому секретарю воеводского комитета.
Осенью 1981, после I съезда «Солидарности», Жабиньский объявил состояние мобилизационной готовности катовицких партийных организаций и формирований ОРМО. Он призвал ввести в ПНР чрезвычайное положение, запретить независимый профсоюз на заводах и шахтах, затребовал в воеводском армейском штабе усиление военной охраны партийных объектов. Однако в тот конкретный момент высшие руководители проигнорировало призыв Жабиньского. Его устранение из политики стало вопросом ближайшего времени.

### Отставка
Ортодоксальное крыло ПОРП и персонально А. Жабиньский приветствовали введение военного положения 13 декабря 1981. Обстановка в Силезии, особенно в угледобывающих районах, сложилась крайне конфронтационная. Этому способствовали и прежние выступления Жабиньского с нападками на шахтёрскую «Солидарность». Он предоставил ресурсы воеводской парторганизации в распоряжение силовых структур, подавлявших забастовки, однако все решения принимались уже без него. Сам он оценивал свой статус вполне реалистично:

Я ничего не могу.

Анджей Жабиньский, 14 декабря 1981

15 декабря 1981 ЗОМО применили оружие при подавлении забастовки на шахте «Июльский манифест», пять человек были ранены. 16 декабря 1981 произошло столкновение на шахте «Вуек», в котором погибли девять шахтёров-забастовщиков. Была подавлена также десятидневная забастовка металлургов Хута Катовице. Бастовали угольные шахты «Земовит», «Июльский манифест», «Сосновец», две недели продолжалась подземная забастовка на шахте «Пяст».
А. Жабиньский не принимал непосредственного участия в трагических событиях. Но, как глава региональной партийной власти, он нёс политическую ответственность за происходящее. Его идеологический догматизм и жёсткий политический курс воспринимались как одни из причин жёсткого противостояния. Этим воспользовался генерал Ярузельский, давно искавший повод сменить руководителя в Катовице.
Генерал Роман Пашковский, 16 декабря назначенный катовицким воеводой вместо отставленного Лихося, называл своей задачей «усмирение партийных ястребов во главе с Жабиньским». Через три недели А. Жабиньский был снят с должности первого секретаря воеводского комитета ПОРП, его сменил полностью ориентированный на Ярузельского Збигнев Месснер.

Когда Анджей Жабиньский покидал пост, почти никто не жалел об этом.

## Последние годы
До конца мая 1982 А. Жабиньский находился в распоряжении ЦК. Затем был переведён на дипломатическую службу – до 1987 работал советником посольства ПНР в ВНР. С 1 сентября по 31 декабря 1987 – вновь в распоряжении ЦК. Сколько-нибудь заметной политической роли он уже не играл.
Скончался в возрасте 49 лет, перед началом новой забастовочной волны, приведшей к падению власти ПОРП и демонтажу социалистического государства. Похороны на католическом кладбище в Катовице были профинансированы из партийного бюджета и прошли с государственными почестями.
В политической истории Польши А. Жабиньский остался как ортодоксальный коммунист и непримиримый противник «Солидарности». Его особенности состояли в крайне агрессивной риторике, энергичной самостоятельной активности, выраженной эмоциональности и открытом покровительстве внутрипартийной антиреформистской группировке.